# Osiedle Antoniuk, Białystok
Antoniuk là một trong những quận của thành phố Białystok ở Ba Lan.